# Чорнобильський спеціальний заказник
Чорно́бильський спеціа́льний — загальнозоологічний заказник загальнодержавного значення в Іванківському районі Київської області. Створений відповідно до Указу президента Віктора Ющенка від 13 серпня 2007 року за № 700/2007. Розглядається можливість створення на усій площі зони відчуження заповідник площею 227.000 гектарів (крім смуги контролю в 10 км навколо Чорнобильської АЕС), занесення заказника до Смарагдової мережі (Emerald Network) особливого природоохоронного значення. Формування заповідних територій у пізнішій зоні відчуження розпочалось з 1968 року.. ГО «Зелена Україна» розробила 2005 проект «Підготовка наукового обґрунтування створення нового заповідного об'єкта — біосферного заповідника „Чорнобильська зона“».

## Загальні відомості
Землекористувачем території заказника є Адміністрація зони відчуження і зони безумовного (обов'язкового) відселення. Межею заказника є контрольована межа зони відчуження, що проходить по прямій через села Ямпіль, Іванівка, місто Чорнобиль, далі на північ від селищ Паришів, Гдень, вздовж державного кордону з Білоруссю до села Теремці. Звідти межа заказника йде по акваторії Київського водосховища напроти гирла річки Прип'ять до розташованого південніше села Страхолісся. Заказник розміщено на територіях Дитятківського (3.959 гектари у кварталах 178—242) і Опачицького лісництв (28722 гектари у всіх кварталах) і частково Паришівського лісництва (16.189 гектар у кварталах 291—306, 309—398). Ці лісництва відносяться до Державного спеціалізованого комплексного підприємства «Чорнобильська Пуща» площею 240.600 гектарів, створеного 1992 року для підвищення стійкості лісових насаджень, їхніх захисних функцій, стабілізації радіаційної обстановки в зоні відчуження і зоні безумовного відселення, запобігання винесення радіонуклідів за межі їх первинного розповсюдження, використання лісових ресурсів із забруднених радіонуклідами земель.
Площа заказника 48870,0 гектар із земель зони відчуження і зони безумовного (обов'язкового) відселення Київської області. Загалом з цієї зони відчуження було відселено до 58 населених пунктів.
До складу заказника увійшли території південного сліду радіоактивного забруднення, що виникло внаслідок Чорнобильської катастрофи. Щільність забруднення ізотопами 137Cs становить 40–400 кБк/м²(1–11 Кі/км²), забруднення 90Sr місцями сягає 400 кБк/м²(11 Кі/км²), але більшість території забруднена в межах 25–70 кБк/м²(0,5–2,0 Кі/км²). Забруднення ізотопами Pu та Am — виносить в окремих ділянках до 10 кБк/м²(0,3 Кі/км²) при забрудненні переважної частини території в межах 0,4–4,0 кБк/м²(0,01–0,11 Кі/км²). У геоморфологічному відношенні забруднені терени заказника охоплюють нижню течію та гирло Прип'яті з меандровою системою численних рукавів, стариків, островів, прилеглою до гирла акваторією Київського водосховища.

## Опис
Терени заказника охоплюють давні природні ділянки лісів навколо русла Прип'яті з рослинністю болотною замкнених улоговин, прибережно-водною та водною в акваторіях заплав річок, водосховища. Ліси займають близько 80 % теренів заказника. Незначні ділянки займає лугова і псамофітна рослинність. На теренах покинутих населених пунктів відбувається відновлення характерного для Полісся природного біоценозу. На даних теренах антропогенний вплив фактично повністю нівельований, що дозволяє вести наукові спостереження на величезній території за дикою природою, що частково перебуває під впливом радіаційного випромінення. Заказник є частиною найбільшого в Європі масиву лісу, адже до української зони відчуження з боку Білорусі примикає 215 000 гектар заповідника «Палескі дзяржаўны радыяцыйна-экалагічны запаведнік», закладеного на радіаційно заражених землях. У заказнику 612 гектарів відноситься до зони заповідного режиму, 17 556 гектарів до зони обмеженого режиму ведення лісового господарства і на 30 702 гектарах дозволено ведення лісового господарства без обмежень.
На теренах заповідника росте до 490 видів вищих судинних рослин, з яких рідкісних і зникаючих видів Полісся віднесено 31 вид, Червоної книги України 19 видів. Тут зафіксовано близько 70 видів ссавців, до 50 видів рибоподібних, 11 видів земноводних, 7 видів плазунів, близько 200 видів птахів.

### Флора
У заказнику переважають соснові ліси, що займають до 2/3 від загальної площі лісів. Серед них до третини приходиться на молоді насадження на місці згарищ 1995—1996 років. Біля десятої частини соснових і вологих сосново-березових лісів насадили у 1988—1990 роках. У заплавах річок присутні незначні ділянки верби ламкої та чагарникових вільхових боліт. У соснових лісах значна кількість світла, вологи, тепла потрапляє на ґрунт, що сприяє росту густого підліска.
Серед лісів переважають зеленомошні соснові ліси разом з сосновими лісами бруснично-зеленомошними, орляково-чорничними та чорнично-зеленомошними. У рослинному покриві лісів переважають типові для Полісся бореальні види. Трапляються рідкісні регіональні види гвоздика Борбаша, півники сибірські, котячі лапки дводомні, щитник гребенястий, конюшина червонувата, костриця поліська, волошка сумська, гвоздика несправжньорозчепірена. У різноманітній прибережно-водній рослинності переважають угрупування очерету звичайного, куги озерної, лепешняка великого, осоки прибережної типового флористичного складу та ценотичної будови.

### Фауна
У зоні відчуження впродовж 30 років збагатилися рибні й тваринні ресурси, з'явились нові види. Різноманітний фауністичний комплекс заказника, що складається з типових зональних видів Полісся. У річках присутні 59 видів кісткових риб, з яких 21 вид занесено до додатків Бернської Конвенції, а стерлядь, вирозуб, ендемік марена дніпровська до Червоної книги України, куди записана й мінога українська з класу круглоротих. Тут можна натрапити на 12 видів земноводних, 7 видів плазунів. Серед них мідянка європейська, занесена до Червоної книги України. Значним різноманіттям вирізняється світ птахів заповідника: тут гніздується 168, а зимує 65 видів. Дослідники припускають, що під час міграції птахів тут може перебувати до 253 видів птахів. З них до Червоної книги України занесено 37 видів: лелека чорний, чернь білоока, гоголь, скопа, шуліка рудий, орлан-білохвіст, підорлик малий, змієїд, сапсан, глушець, журавель сірий, балабан, лежень, дрохва, кулик-сорока, дерихвіст степовий, сипуха, пугач, сорокопуд сірий, корольок жовтоголовий.
На теренах заповідника можна зустріти 49 видів ссавців, з яких дванадцять занесено до Червоної книги України — широковух звичайний, заєць білий, видра річкова, рись євразійська, борсук, горностай, норка європейська, нічниця війчаста, рясоніжка мала, вечірниця велетенська, вечірниця мала, нетопир білосмугий. До Європейського червоного списку з-поміж ссавців належать видра річкова, рись звичайна, нічниця Наттерера (війчаста), вечірниця велетенська, ліскулька (Muscardinus Kaup, 1829), ведмідь бурий. Слід також згадати рідкісний вид — коня Пржевальського, якого успішно акліматизували в межах Зони відчуження після 1998 року. Водночас пара завезених разом з ними зубрів загинула.